# 마더 러브 본
마더 러브 본(Mother Love Bone)은 미국 시애틀 출신 록 밴드로, 1988년에 결성되어 1990년에 해체되었다.